# 347-й мотострелковый полк
347-й мотострелковый полк (347 мсп) — тактическое формирование Сухопутных войск Российской Федерации. Полк формировался в октябре — ноябре 2022 года в ходе мобилизации в России.

## История
347-й мотострелковый полк формировался в октябре — ноябре 2022 года в ходе мобилизации в России на базе Военной академии РХБЗ и в учебном центре «Песочное» в Костромской области. Основную часть личного состава полка составили мобилизованные Нижегородской и Вологодской областей
347-й мотострелковый полк принимал участие в войне уже с ноября 2022 года. Полк на момент участия во вторжении на Украину был лишён бронетехники и автотранспорта.
С ноября 2022 по 8 августа 2023 года 347-й мотострелковый полк штурмовал посёлок Новосёловское в Сватовском районе Луганской области. На простреливаемой безлесой местности, посёлок удерживало 2 пулемётчика с прикрытием из миномётов и дронов, сбрасывавших гранаты. В конце концов посёлок был взят.